# Rebecca Walo Omana
Pour les articles homonymes, voir Walo (homonymie) et Omana.
Rebecca Walo Omana (née en 1951) est une mathématicienne, professeure et révérende (en) congolaise. Omana est devenue la première femme professeur de mathématiques en République démocratique du Congo en 1982. Elle est directrice du programme de doctorat en mathématiques et informatique à l'université de Kinshasa et vice-présidente de l'Association des femmes africaines en mathématiques. Ses intérêts mathématiques résident dans les équations différentielles, l'analyse non linéaire (en) et la modélisation.

## Biographie
Omana est née en République démocratique du Congo, le 15 juillet 1951. Elle s'est passionnée pour les mathématiques au lycée. Elle fait sa profession religieuse chez les Sœurs catholiques de St François d'Assise à l'âge de 18 ans, et prononce ses vœux en 1978,.
Omana a obtenu un baccalauréat ès sciences en mathématiques de l'université du Québec à Montréal en 1979. Elle a obtenu sa maîtrise en sciences en 1982 à l'université Laval. Dans les deux institutions, elle était la seule femme africaine du département. De cette période, Omana dit:
J'ai dû redoubler d'efforts pour être meilleure et supprimer les préjugés négatifs dans la tête de mes collègues et de mes professeurs pour être acceptée. Mais au vu des résultats, j'ai été non seulement acceptée mais invitée par des groupes de collègues pour des travaux de recherche. 
En 1982, Omana a commencé à travailler comme chargée de cours et est devenue la première femme professeur de mathématiques en République démocratique du Congo.
Omana a obtenu son diplôme d'études approfondies en 1985 et son doctorat en 1990 à l'Université catholique de Louvain. Elle a été la première femme congolaise à y obtenir un doctorat, avec une thèse intitulée « Problèmes aux limites non linéaires singuliers », sous la direction de Jean Mawhin.
Lors de la création de la revue trimestrielle multidisciplinaire la revue Notre Dame de la Sagesse (RENODAS), Omana a été nommée directrice. Elle a encadré de nombreux doctorants. Elle espère que certains de ceux-ci la rejoindront parmi le petit nombre de femmes professeures en RDC. Omana dirige le programme de doctorat en mathématiques à l'Université de Kinshasa. Depuis 2010 elle est rectrice de l'Université Notre Dame de Tshumbe (UNITSHU), une université publique catholique fondée en 2010 à Tshumbe, en RDC.

## Travaux mathématiques
Omana a publié deux livres. Ses travaux sur les équations différentielles ordinaires ont eu des applications dans des domaines comme l'épidémiologie et le droit.

## Vie privée
Les parents d'Omana ne sont pas des universitaires, mais certains frères et sœurs sont titulaires d'une maîtrise. Ses professeurs et son père ont influencé sa décision de devenir mathématicienne.
Elle a dit que "les mathématiques sont fantastiques; comme son nom est féminin, c'est un domaine qui devrait nous appartenir, les femmes" .